# 睫毛彎彎
《睫毛彎彎》是台湾歌手王心凌的一首歌曲，收錄於王心凌2005年12月27日發行的專輯《Cyndi With U》中。該歌曲由嚴云農作詞，由曹格作曲、並由呂紹淳及陳歆儒編曲。該歌曲作為專輯《Cyndi With U》的首波主打單曲，由艾迴音樂於2005年12月7日發行。

## 創作與錄製
歌曲《睫毛彎彎》由嚴云農、曹格、呂紹淳及陳歆儒共同創作。

## 音樂錄影帶
2005年12月21日，王心凌發佈歌曲《睫毛彎彎》的MV，該MV由導演黃中平執導。

## 發行
| 發行地區 | 發行日期      | 格式            | 發行公司 |
| -------- | ------------- | --------------- | -------- |
| 台灣     | 2005年12月7日 | 單曲CD 電台播放 | 艾迴音樂 |